# Darkstalkers Chronicle: The Chaos Tower
Darkstalkers Chronicle: The Chaos Tower, connu sous le nom de Vampire Chronicle: The Chaos Tower (ヴァンパイア クロニクル ザ カオスタワー, Vanpaia Kuronikuru Za Kaosu Tawā) au Japon, est un jeu vidéo de combat développé par Capcom Production Studio 5 et Klein Computer Entertainement et édité par Capcom sorti en 2004 sur PlayStation Portable.
Il s'agit d'un remake de Vampire Chronicle for Matching Service, sorti uniquement au Japon sur Dreamcast.

## Système de jeu
Darkstalkers Chronicle: The Chaos Tower contient la totalité des personnages présents dans les 5 opus de la série: Darkstalkers: The Night Warriors, Night Warriors: Darkstalkers' Revenge, Vampire Savior: The Lord of Vampire, Vampire Savior 2: The Lord of Vampire et Vampire Hunter 2: Darkstalkers' Revenge. Le joueur peut choisir le style de jeu de l'un de ces trois opus. La bande originale du jeu variera en conséquence. L'écran de sélection des personnages et les fins proviennent de Vampire Savior 2: The Lord of Vampire.
Cette version inclut le mode "Chaos Tower", qui demande au joueur de sélectionner trois personnages, et d'enchaîner un maximum de combat sans perdre lesdits personnages. Il est impossible de régénérer sa jauge de vie entre chaque combat et le parcours varie en fonction des aptitudes du joueur durant les combats.
Une galerie est accessible et permet d'accéder à des artworks, des musiques et les fins du jeu, débloqué au préalable dans les autres modes de jeu.

## Accueil
Darkstalkers Chronicle: The Chaos Tower a reçu des notes plutôt bonnes de la part de la presse spécialisée. Killy, rédacteur de Jeuxvideo.com salue les graphismes et les animations très fluides. Il le qualifie comme "l'une des plus belles 2D vue sur consoles, que ce soit de salon ou portables". Il déplore cependant la jouabilité à la croix directionnelle.
Greg Kasavin de GameSpot trouve le jeu riche en options et apprécie le fait de pouvoir choisir le style de jeu de chaque personnage. Il souligne que le jeu dispose d'un contenu très important, grâce à la galerie et au mode "Chaos Tower". Il conclut son test par "vous avez le rêve d'un fan de jeu de combat devenu réalité dans Darkstalkers Chronicle".
Le rédacteur TRUNKS de Gamekult souligne lui aussi quelques handicaps pour la version PlayStation Portable, comme les contrôles à la croix directionnelle et les temps de chargement, qu'il trouve plutôt longs et fréquents. Il le qualifie quand même de "correct", car il pourrait plaire aux amateurs du genre.